# Nikolai Afanassjewitsch Oschegin
Nikolai Afanassjewitsch Oschegin (russisch Николай Афанасьевич Ожегин; * 4. Mai 1971) ist ein ehemaliger Judoka, der 1990 für die Sowjetunion und ab 1993 für Russland startete. Er war Weltmeister 1995 und Olympiafünfter 1996.

## Sportliche Karriere
Der 1,60 m große Nikolai Oschegin kämpfte im Superleichtgewicht, der Gewichtsklasse bis 60 Kilogramm. 1990 siegte er im Finale der Junioren-Weltmeisterschaften in Dijon gegen den Kubaner Israel Hernández. Bei den Junioren-Europameisterschaften im gleichen Jahr unterlag er im Finale dem Franzosen Thierry Harismendy.
1994 belegte Oschegin einen dritten Platz bei den Goodwill Games in Seattle. Ende 1994 siegte er bei den russischen Meisterschaften. Bei den Europameisterschaften 1995 in Birmingham schied er im Achtelfinale gegen den Deutschen Richard Trautmann aus. Viereinhalb Monate später trafen Oschegin und Trautmann im Viertelfinale der Weltmeisterschaften 1995 in Chiba aufeinander und diesmal gewann Oschegin. Im Halbfinale bezwang er den Japaner Ryūji Sonoda und im Finale den Georgier Giorgi Wasagaschwili. Dies war die erste Goldmedaille bei Weltmeisterschaften für russische Judoka nach dem Zerfall der Sowjetunion.
Bei den Europameisterschaften 1996 in Den Haag verlor Oschegin im Halbfinale gegen Giorgi Wasagaschwili und unterlag anschließend auch im Kampf um Bronze gegen den Franzosen Franck Chambilly. Zwei Monate später fanden in Atlanta die Olympischen Spiele 1996 statt. Oschegin unterlag im Achtelfinale gegen den Japaner Tadahiro Nomura. Nach drei Siegen in der Hoffnungsrunde verlor er den Kampf um Bronze gegen Richard Trautmann nach 2:46 Minuten.
1997 unterlag Oschegin frühzeitig dem Belgier Cédric Taymans, kämpfte sich dann aber in der Hoffnungsrunde auf den siebten Platz vor. Bei den Europameisterschaften 1998 in Oviedo unterlag er im Halbfinale dem Ukrainer Ruslan Mirsalijew, den Kampf um Bronze verlor er gegen den Spanier Óscar Peñas García. 1999 siegte Oschegin noch einmal bei den russischen Meisterschaften.